# Jens Nordqvist
Jens Christian Nordqvist (Estocolmo, 3 de julio de 1959) es un deportista sueco que compitió en piragüismo en la modalidad de aguas tranquilas. Ganó dos medallas en el Campeonato Mundial de Piragüismo en los años 1981 y 1982.
Participó en los Juegos Olímpicos de Moscú 1980, donde fue noveno en la prueba de K2 500 m, y eliminado en las semifinales de la prueba de K2 1000 m.

## Palmarés internacional
| Campeonato Mundial | Campeonato Mundial       | Campeonato Mundial | Campeonato Mundial |
| Año                | Lugar                    | Medalla            | Evento             |
| ------------------ | ------------------------ | ------------------ | ------------------ |
| 1981               | Nottingham (Reino Unido) | Medalla de plata   | K4 500 m           |
| 1982               | Belgrado (Yugoslavia)    | Medalla de bronce  | K4 500 m           |